# Континентален тайпан
Континентален тайпан (Oxyuranus mikrolepidotus) е змия от сем. Аспидови. Съществуват също централен тайпан (Ox. Temporalis) и обикновен тайпан (Ox. Scutellatus S.), който има два подвида: новогвинейски (папуаски) тайпан (Ox. S. Canni) и северозападен тайпан (Ox. S. Barringeri). Любопитно е, че някои зоолози причисляват тайпаните към морските змии (Hydrophiidae), с които са много сходни анатомически. Синоними: дребнолюспест тайпан, жестока змия, свирепа змия, парадеменсия.

## Физически характеристики
Змия със среден размер. На дължина достига до 1,5 – 2 метра. Женските и мъжките са почти еднакво дълги. Цветът ѝ е от сиво-кафяв до кафяв и червено-кафяв. Може да е тъмножълтеникав или охра. Може да е с лек зеленикав оттенък. Коремът е по-светъл. Често главата и вратът са по-тъмно оцветени от тялото.

## Разпространение и местообитание
Австралия, западно от Големия водоразделен хребет и река Дарлинг. Централна Австралия, южните части на Северната територия, югозападен Куинсланд, две находища в Нов Южен Уелс. Живее в най-голямата пустош, далеч от човека, в пустини, полупустини и сухоречия. Според някои автори, тайпанът е змията с най-силна отрова в света. При ухапване инжектира 44 – 110 мг. отрова, като преди откриването на ефикасен антидот, над 90% от ухапванията са завършвали фатално. В един възрастен тайпан се съдържа отрова, достатъчна да убие 250 000 мишки или около 100 души.

## Начин на живот
Активна е нощем, през деня се крие от слънцето в пукнатини и дупки. Основно се храни с гризачи, рядко с други змии, гущери, птици. Ухапва, след което се отдръпва, чакайки отровата да подейства. Противно на името, което ѝ е дадено (свирепа змия), тя е спокойна и неагресивна. Когато бъде приклещена, гледа да избяга. Отровна. Отровните зъби са предни, средно големи. Притежава най-силната отрова в света на змиите, мощен невротоксин (Oxylepitoxin, (Oxylepitoxin-1)). Отровата ѝ е близка по химичен състав с тази на някои видове морски змии. Данните за ухапани от континентален тайпан хора са спорни. Змията живее далеч от населените места, почти няма досег с човека. За миналия век има четири предполагаеми случая, но и това не е сигурно. Снася около 20 яйца, които се излюпват до 60 дни.